# Yakushima (kommun)
Yakushima (japanska: 屋久島町?, Yakushima-chō) är en landskommun (köping) i Kagoshima prefektur i södra Japan. Den ligger i ögruppen Osumiöarna och består av öarna Yakushima och Kuchinoerabu-jima. 